# Neum
Neum är en stad i Bosnien och Hercegovina, belägen vid landets 24 kilometer långa kuststräcka. Det är Bosnien och Hercegovinas enda kuststad och en känd turistort som hade 4 268 invånare vid folkräkningen 1991. 
Neum är en relativt billig semester- och shoppingort. Förbindelserna till resten av Bosnien och Hercegovina går via en krokig och smal väg; därför går resor och transporter mellan Neum och Sarajevo istället oftast via Kroatien, via passkontroller. Den viktigaste hamnstaden för Bosnien och Hercegovina är Ploče i Kroatien, från vilken det går järnväg till Sarajevo. Det finns dock planer på att bygga en frakthamn i Neum med tillhörande järn- och motorväg, eftersom det råder oenigheter om tillgång och priser i Pločes hamn.
Då gränserna i Bosnien och Hercegovina måste korsas två gånger för att nå den sydligaste regionen i Kroatien beslutade den kroatiska regeringen att bygga Pelješac-bron från Klek till Pelješac, för att kringgå området. Dessa planer mötte protester då de skulle kunna bryta mot Bosnien-Hercegovinas rättigheter enligt den internationella havsrätten, men efter flera års uppskjutande påbörjades bygget 2018 och färdigställdes 2022.

## Turism
Neum har branta kullar, sandstränder och flera stora turisthotell. Priserna tenderar att vara lägre än i grannlandet Kroatien, vilket gör området populärt bland shoppingturister. Turism och handel är en viktig del i områdets ekonomi. Gränsformaliteterna med Kroatien är avslappnade under högtrafik.
Neum har cirka 5000 sängplatser för turister, 1810 i hotell med den återstående kapaciteten i motell, villor och privat boende. Turismen i Neum är endast aktiv i kustregionen. Inlandet bakom Neum har en rik arkeologisk historia och orörd vildmark, med antydan till landsbygdsturism.

## Framtid
Neum planeras bli en godshamn. Det finns planer på att bygga en riktig hamn, järnväg och en motorväg. Huvudgodshamn för Bosnien och Hercegovina idag är Ploce (i Kroatien) längre norrut, som har en järnväg till Bosnien-Hercegovina.

## Gränsövergångar
Neum har två gränsövergångar med Kroatien på E65, som också är del av EU:s yttre gräns. Neum 1 ligger nordväst om staden vid Klek där det genomförs gränskontroll på den kroatiska sidan. Neum 2 ligger i sydost, med gränskontrollen vid Zaton Dolk. Adriatiska motorvägen ska enligt planerna gå på bron förbi Neum och förbinda de två delarna av Kroatiens dalmatiska kust.

## Galleri

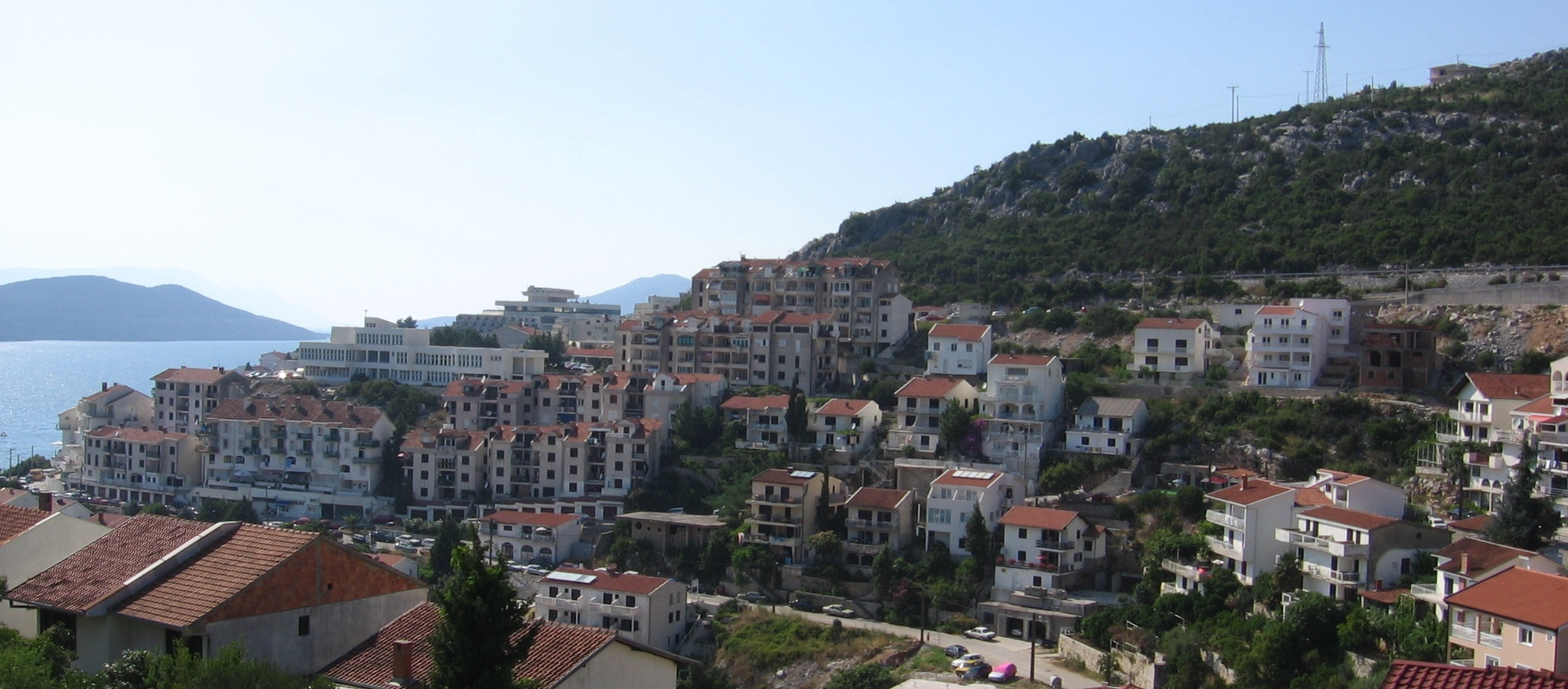
Neum
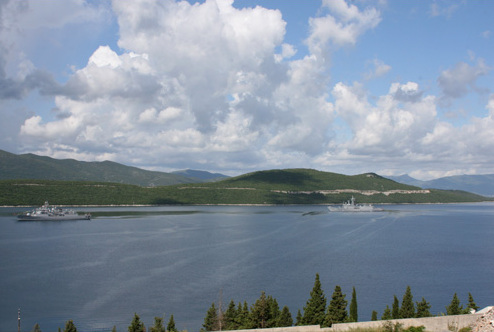
Turkiska flottan på besök
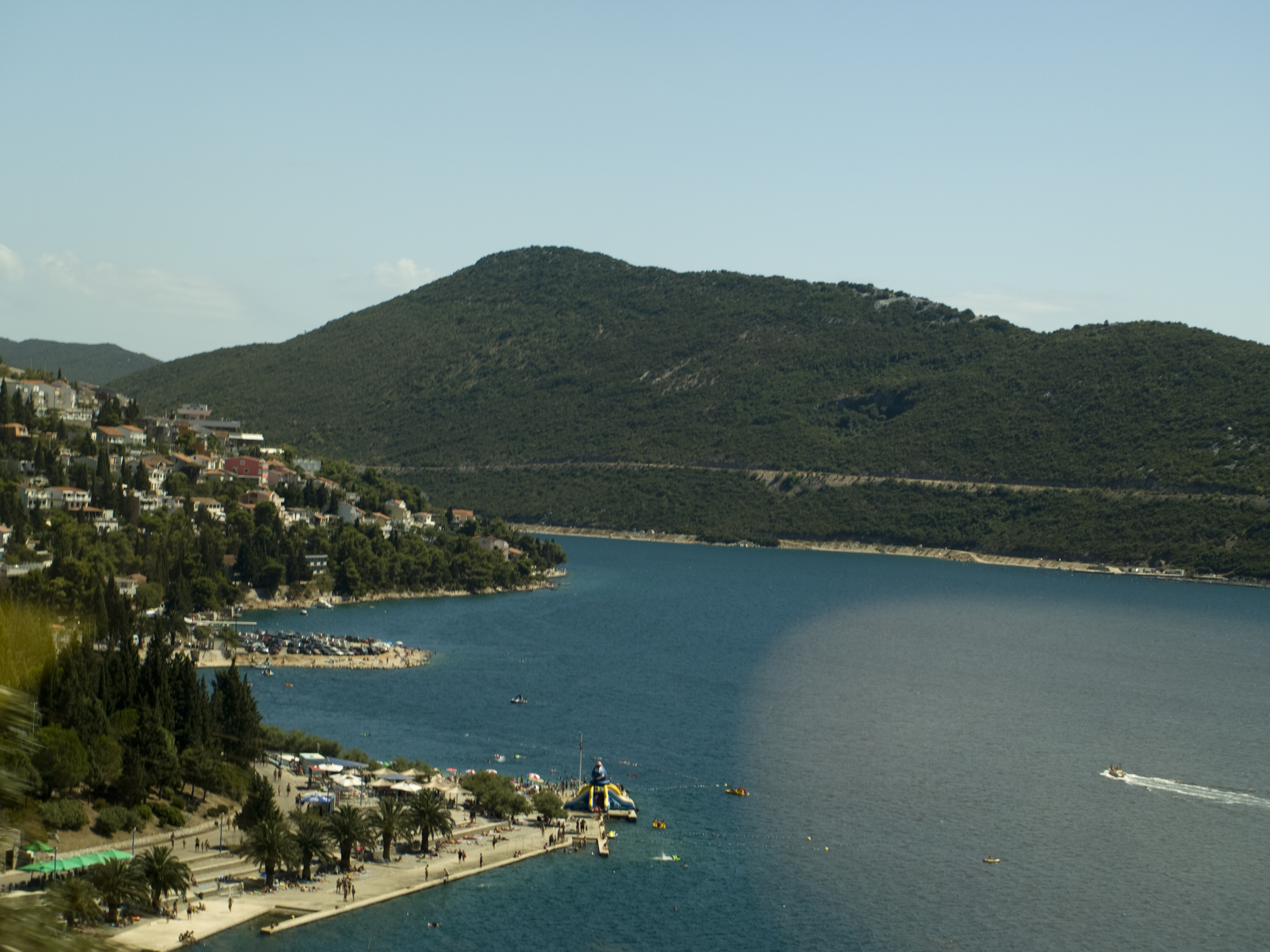
Neumbukten